# Robbery (film, 1897)
Robbery je britský němý film z roku 1897. Režisérem je Robert W. Paul (1869–1943). Film trvá necelou půlminutu a je považován za jeden z prvních krimi filmů.

## Děj
Film zachycuje dva muže, jak se začnou hádat. Lupič vzápětí vytáhne pistoli a namíří ji na hlavu druhého muže. Ten si svlékne buřinku, oblek, vestu a nakonec i kalhoty s kšandami. Zloděj na něj sice stále míří, ale muž se zbrkle vydá na útěk.